# Rhomborista devexata
Rhomborista devexata là một loài bướm đêm trong họ Geometridae.